# Colos
Colos (* 1981 in Prizren, SFR Jugoslawien, heute Kosovo; bürgerlich Atdhe Gashi) ist ein deutscher Rapper kosovo-albanischer Herkunft.
Er ist derzeit bei Mellowvibes Records unter Vertrag und ist wohnhaft in Berlin.

## Biografie
Colos wurde 1981 als Atdhe Gashi in Prizren im ehemaligen Jugoslawien geboren, wo er auch seine Kindheit verbrachte. 1994 kam er als Kriegsflüchtling aus dem Kosovo nach Deutschland und wohnte in Berlin-Kreuzberg. Mit 21 Jahren endete seine Duldung in Deutschland und er musste Anfang 2002 zurück in den Kosovo, wo er 18 Monate blieb. Ende 2003 kam er illegal nach Deutschland und stellte einen Asylantrag, der gewährt wurde und ihm erlaubte, für ein Jahr in Deutschland zu bleiben. Nach diesem Jahr lebte er illegal in Deutschland.
2004 gründete er das Label Streetsoul, welches kurze Zeit später in das Label VS Recordz einfloss, das er zusammen mit dem Produzenten Woroc betreibt. Mit ihm gründete Colos auch die Crew VS Mafia, zu der noch die Rapper ST Pain und Chagome sowie der Produzent Kazanova gehören.
2006, kurz nach der Veröffentlichung seines ersten Solo-Albums Honigblut, unterschrieb er einen Vertrag beim Berliner Independent-Label Mellowvibes Records, welches von Zulu King Ben und Afrika Bambaataa gegründet wurde. Auf diesem Label veröffentlichte er im Mai 2007 sein zweites Solo-Album Leben im Exil, welches viele gute Kritiken bekam und ihm einen Eintrag im Backspin HipHop Jahrbuch 2007 bescherte.
Ende 2007 stellte sich Colos aus persönlichen Gründen den Behörden und wurde am 10. November 2007 in den Kosovo zurückgeschickt.
Nach mehr als neun Monaten Aufenthalt im Kosovo ist er nach Deutschland zurückgekehrt. Ein paar Monate nach seiner Ankunft in Berlin war Colos am 29. September 2008 neben dem Journalisten und Autoren Wolfgang Büscher, MTV-Moderator Patrice Bouédibéla, Rapper Frauenarzt und Sami Ben Mansour zu Gast auf der Pressekonferenz zum Soundtrack Deutschlands Vergessene Kinder, das nach drei Tagen über Mellowvibes Records erschienen ist. Auf dem Soundtrack sind knapp 50 Tracks, darunter wirkten viele bekannte Rapper und Sänger wie Kool Savas, Xavier Naidoo, D-Flame und viele andere mit. Der Erlös des Samplers floss in die Arbeit des Kinder- und Jugendhilfswerks Arche, das einigen der etwa zwei Millionen Kinder, die in Deutschland unterhalb der Armutsgrenze leben, eine Perspektive geben will.
Im Oktober 2009 veröffentlichte Colos sein drittes Solo-Album Independent über Mellowvibes Records, auf dem auch die Rapper Jeyz, Jonesmann und Taichi mitwirkten.

## Diskografie

### Alben
- 2006: Honigblut
- 2007: Leben im Exil
- 2009: Independent

### Sonstige
- 2007: Ausländer raus... (raus aus dem Ghetto!)
- 2007: Glaub an Dich / Identität (mit Dissput)
- 2007: Colos (mit Woroc)
- 2008: Teufelskreis (Juice Exclusive! auf Juice-CD #91)
- 2008: Deutschlands Vergessene Kinder (Deutschlands Vergessene Kinder - Arche Rap Soundtrack)
- 2008: Real Bitch (feat Kitty Kat)